# Tiger Hill (Antarktika)
Der Tiger Hill ist ein Hügel in der Mountaineer Range des ostantarktischen Viktorialands. Er ragt im südwestlichen Abschnitt des Spatulate Ridge an der Borchgrevink-Küste auf. Seine Südwest- und Nordostflanke sind steil, während er nach Südosten sanfter in Richtung Apostrophe Island in der Lady Newnes Bay abfällt.
Wissenschaftler einer von 1996 bis 1997 durchgeführten italienischen Antarktisexpedition entdeckten ihn. Benannt ist er nach der Bänderung seines Gesteins, die an ein Tigerfell erinnern.